# No Place Like Home
No Place Like Home (Nada como estar en casa en español) es el quinto episodio de la quinta temporada de la serie de televisión estadounidense Buffy, la cazavampiros. Este episodio es importante porque aparece la que será la villana de la temporada, Glory, al mismo tiempo le es comunicado a Buffy que Dawn es la «llave»; un artilugio transformado en forma humana que permitiría abrir un portal. De esta forma Buffy se entera de que en realidad los recuerdos que tiene de ella han sido implantados por los monjes que para protegerla la enviaron con la cazadora. La llave es buscada por Glory.

## Argumento
Buffy (Sarah Michelle Gellar) está luchando con un vampiro cerca de un almacén. Cuando acaba con él, un guardia de seguridad le da una esfera que se supone que se le ha caído. Buffy decide llevársela.
Buffy le prepara el desayuno a su madre (Kristine Sutherland), quien todavía tiene dolores de cabeza. Después lleva a Dawn (Michelle Trachtenberg) a la inauguración de la tienda de magia. Pasan varias horas y no viene nadie, por lo que Giles (Anthony Stewart Head) se siente deprimido. Buffy les enseña la esfera. No saben qué puede ser, así que Riley (Marc Blucas) sugiere una patrulla por el almacén.
A Joyce le sigue doliendo la cabeza, Buffy va al hospital por medicinas y se encuentra con Ben (Charlie Weber) - el doctor que atendió a su madre -, quien está con el guardia de seguridad que, medio loco, le dice a Buffy que ellos van a por su familia. Mientras, en el almacén, un monje está mirando un mapa de Sunnydale. Una mujer (Clare Kramer) con un vestido rojo y zapatos de tacón echa la puerta abajo. Le dice que lo estaba buscando, pero él no se alegra.
Giles consigue un cliente en la tienda de magia. Anya (Emma Caufield) le aconseja a Giles cómo llevar el negocio y al final él la contrata. Buffy se da cuenta por la historia del guardia que algo sobrenatural está atacando a Joyce. En la tienda, Buffy trata de averiguar qué le está pasando a su madre. Anya y Giles mencionan una forma de buscar los rastros de un hechizo: entrando en un trance.
Buffy no encuentra nada en torno a Joyce, pero nota que Dawn desaparece de las fotos. Entonces agarra a Dawn y le dice que no es su hermana, dejándola muy asustada. Giles llama para informarle de que la esfera está diseñada para proteger de un gran mal que no puede ser nombrado. Sale hacia el almacén y se encuentra con Spike (James Marsters), fumando escondido detrás de un árbol. Buffy cree que tiene algo que ver con lo que pasa y le da un puñetazo. Él insiste en que sólo estaba pasando el rato, la insulta y se va. Al llegar, Buffy se encuentra a los monjes luchando contra la mujer de rojo, que es tan fuerte que vence incluso a Buffy. Para sacar al monje Buffy salta por la ventana, y por suerte a la mujer, después de dar una patada en el suelo y por ello romper unas columnas, se le cae el techo encima.
Fuera, antes de morir, el monje le explica a la Cazadora que la llave era energía pura, pero le dieron forma humana y la escondieron donde sabían que estaría segura: en casa de la Cazadora. Los malos quieren abrir un portal y para ello necesitan la llave, así que por eso Buffy debía protegerla. Dawn no sabe que ella es la llave, y cree que es la hermana de Buffy. Los monjes alteraron la memoria de todos para que la recordaran como hermana de Buffy y así fuera más fácil protegerla. Luego, en su casa, Buffy se disculpa con Dawn.

## Reparto

### Personajes principales
- Sarah Michelle Gellar como Buffy Summers.
- Nicholas Brendon como Xander Harris.
- Alyson Hannigan como Willow Rosenberg.
- Marc Blucas como Riley Finn.
- Emma Caulfield como Anya Jenkins.
- Michelle Trachtenberg como Dawn Summers.
- James Marsters como Spike.
- Anthony Stewart Head como Rupert Giles.

### Apariciones especiales
- Clare Kramer como Glory.
- Charlie Weber como Ben.
- Ravil Isyanov como Monje.
- Kristine Sutherland como Joyce Summers.

### Personajes secundarios
- James Wellington como Vigilante nocturno.
- Paul Hayes como Vigilante nocturno mayor.
- Staci Lawrence como Cliente.
- John Sarkisian como Monje anciano.

## Producción

### Título
El título es una referencia a la película El mago de Oz en la que Dorothy - personaje principal transportado a un mundo de fantasía - dice en la versión en español; «No hay nada como estar en casa».